# ماكا (ساتراب)
كانت ماكا (بالفارسية القديمة: 𐎶𐎣)‏ Maka-) المعروفة كذلك باسم مازون، ساترابًا (مقاطعة) تابعًا للإمبراطورية الأخمينية والفرثية والساسانية، كما كانت مُقابِلة لجدروزيا اليونانية، في المناطق الساحلية القاحلة من باكستان الحديثة وبلوشستان الإيرانية. ومع ذلك، ربما تكون قد توافقت مع مناطق البحرين وقطر والإمارات العربية المتحدة الحديثة، بالإضافة إلى النصف الشمالي من سلطنة عمان (انظر حضارة مجان).
كانت ماكا بالفعل جزءً من الإمبراطورية الأخمينية قبل وصول دارا الأول إلى السلطة عام 522 قبل الميلاد - ذُكر في نقش بيستون أنها كانت موجودة بالفعل عندما ورث العرش. من الممكن أن كورش الكبير قد غزاها عام 542 قبل الميلاد، لعدم وجود معلومات هناك عن قمبيز الثاني وبارديا. من المعروف أن دارا الأول قام بحملة على الجانب الآخر من الخليج العربي (ويبدو أنه فقد معظم جيشه في صحراء جدروزيا). لقد استمرت ماكا في كونها ساترابًا حتى فتوحات الإسكندر لبلاد فارس، وعندها أصبحت مستقلة. وبحسب هيرودوت، فإن «الماكايين» ينتمون إلى نفس المنطقة الضريبية التي ينتمي إليها الدرانج، والثامانانيون، والأوتانيون، والساغارتيون، و«أولئك الذين تم ترحيلهم إلى الخليج الفارسي».
وفقا لفليمنج، يمكن اعتبار ماكا، في منطقة جدروزيا، كإحدى الساترابات الهندية التابعة للإمبراطورية الأخمينية.

## العصر الأخميني

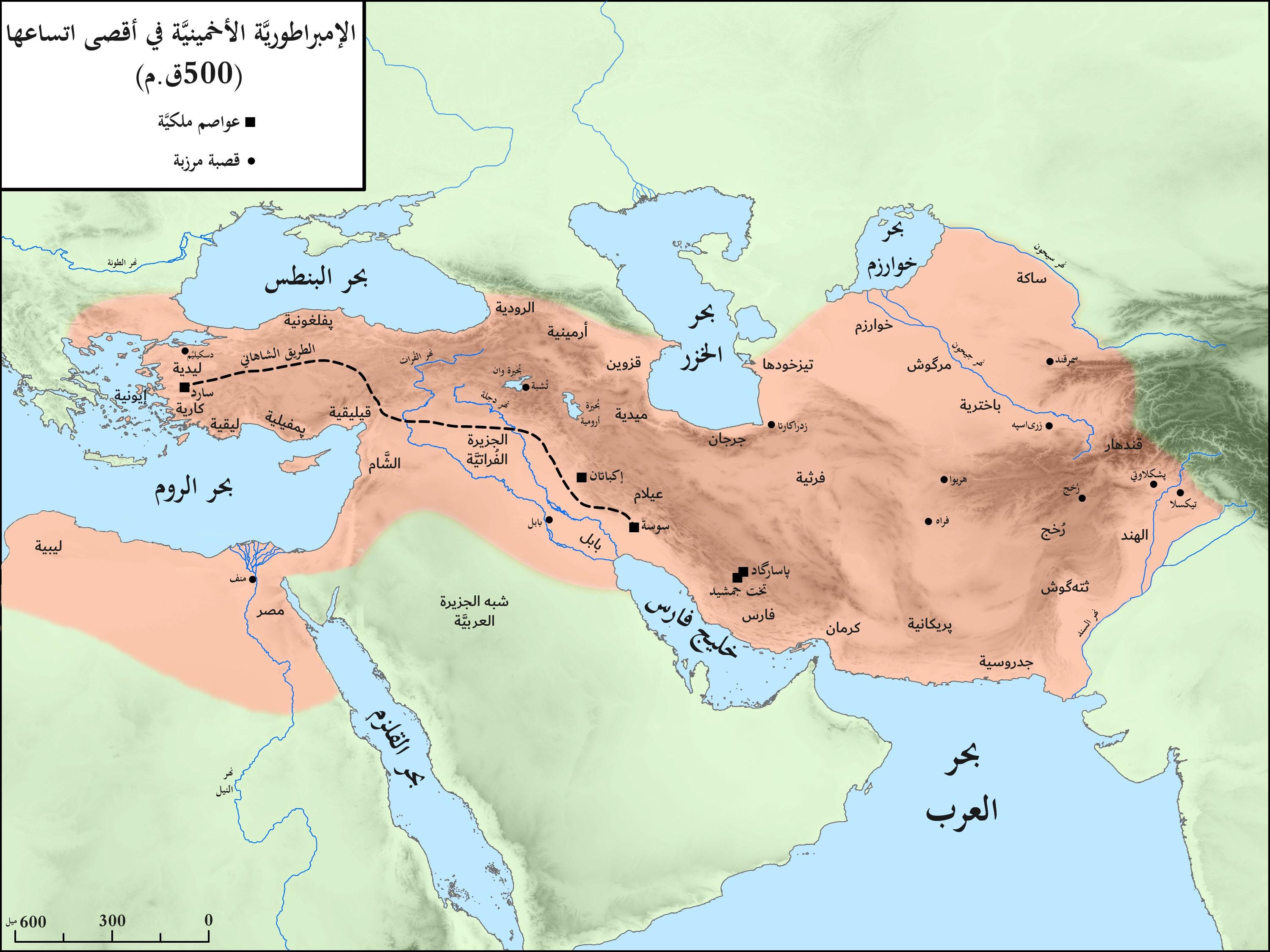
الإمبراطورية الأخمينية في أقصى حد، بما في ذلك منطقة ماكا (جدروزيا في المصطلحات اليونانية)

كانت ماكا ساترابًا شرقيًا مبكرًا مهمًا لكورش الكبير، مؤسس الإمبراطورية الأخمينية. قام البابليون برحلات باستخدام ماكا للتواصل مع الهند. وبعد وفاة كورش، خلفه دارا الأول، ووفقًا للمؤرخ اليوناني هيرودوت، فقد أراد معرفة المزيد عن آسيا. لقد أعرب عن رغبته في معرفة أين مكان أفراغ نهر إندوس (وهو النهر الوحيد الذي ينقذ النهر الذي ينتج التماسيح) في البحر. وبعد أن قاد شخصيًا قوات النخبة، التي اقتصرت صفوفها على أولئك الذين لديهم أصول فارسية أو ميدية أو عيلامية، لمحاربة الغزاة السكيثيين، فقد قاد حملة غزو نحو جنوب آسيا، غزا السند في 519 قبل الميلاد وجعلها ساتراب إمبراطوريته العشرين. وبعد سقوط الإمبراطورية الأخمينية، عبر الإسكندر الأكبر أيضًا ماكا في حملته للغزو. سار جيشه عبر طريق صحراوي قاسي في مكران، حيث فقد عددًا كبيرًا من الجنود بسبب الظروف الصحراوية القاسية.
يذكر هيرودوت في عدة مناسبات مساهمات «الماكايين» الذين سكنوا الجزء الشرقي من الإمبراطورية الأخمينية. وقد ذُكروا باسم «رجال من ماكا» في نقوش دايفا. نقش دايفا هو أحد أهم النقوش الأخمينية. خدم الماكايين في جيش خشايارشا الأول في معركة ثيرموبيلاي. يُعتقد أيضًا أنهم مسؤولون عن اختراعات مثل القنوات ومعارض الصرف تحت الأرض التي تنقل المياه من طبقة المياه الجوفية في بيدمونت إلى الحدائق أو بساتين النخيل في السهول. كانت هذه الاختراعات أسبابًا مهمة جدًا وراء نجاح الإمبراطورية. لقد استقل الماكايين من الجانب الآخر من ماكا القديمة، منطقة بلوشستان والسند، لاحقًا، ولم يتم ذكرهم في رواية آريانوس من حملات الإسكندر الأكبر. فقط يُذكر الجانب العماني من ماكا، والذي يسميه «ماكيتا». قد تكون أسباب ذلك هي القاعدة غير العادلة لحكم خشايارشا.